# The Hurdy Gurdy Man
The Hurdy Gurdy Man er det sjette studiealbum (og det syvende sammenlagt) af den skotske singer-songwriter Donovan. Det blev udgivet i USA i oktober 1968 (Epic Records BN 26420 (stereo)), men ikke i Storbritannien, da der var en fortsat disput med kontrakten, der også forhindrede at både Sunshine Superman og Mellow Yellow blev udgivet der. Der blev dog udgivet en sangbog med leadsheet i begge lande.

## Spor
Side 1
1. "Hurdy Gurdy Man" - 3:13
2. "Peregrine" - 3:34
3. "The Entertaining of a Shy Girl" - 1:39
4. "As I Recall It" - 2:06
5. "Get Thy Bearings" - 2:47
6. "Hi It's Been a Long Time" - 2:32
7. "West Indian Lady" - 2:15

Side 2
1. "Jennifer Juniper" - 2:40
2. "The River Song" - 2:14
3. "Tangier" - 4:10
4. "A Sunny Day" - 1:52
5. "The Sun is a Very Magic Fellow" - 2:42
6. "Teas" - 2:29